# 动力地貌学
动力地貌学（dynamical geomorphology）是研究地球表面在内营力和外营力作用下发生的变化及其规律的科学。常運用物理、化學、數學等學科。該學科起源於1880年代，早期主要研究河流沖積、侵蝕等作用，1950年代以後獲得較廣泛的發展